# System FM
System FM was een Nederlandse regionale commerciële radiozender.

## Piraat
System FM begon in 1993 als piraat vanuit een garagebox in Alkmaar. Opgericht door Jaques Le Clerc (Koen Biere) Daniel de Wit (Robert Hilvers) en Robin Taylor (JP). Het station was ieder weekend in de regio van Alkmaar te ontvangen, eerst via 98.3FM en later via 98,0 MHz. System Fm werd goed beluisterd vooral door de opkomende hardcorescene. Het format bestond uit dansmuziek zoals danceclassics, swingbeat, house en hip-hop. In samenwerking met dancespeciaalzaak Bad Vibes (later Mid-Town) werd er op zondagavond een hitlijst uitgezonden: de System FM Danceable 20. De jingles van de radiozender werden ingesproken door Martin Stoker en Wouter van der Goes. Na drie keer uit de lucht te zijn gehaald houdt System FM het eind 1994 voor gezien.

## Legaal
Op 4 april 1997 keert System FM legaal terug op de Noord-Hollandse kabel. Het station zendt 24 uur per dag uit en hanteert als slogan 'urban format radio'. De programma's van System FM richten zich vooral op urban- en dancemuziek. Even na de zomer van 1998 krijgt System FM de beschikking over een etherfrequentie die vanaf december in gebruik wordt genomen. Het station is dan in een groot deel van Noord-Holland op 104.7 MHz te ontvangen. Tegelijkertijd verandert het station haar slogan in 'Het station dat voor jou staat' en wordt het urbanformat ingewisseld voor een hitradioformat. Dj's die op System FM presenteerden zijn o.a. Dennis Ruyer, Stefan Brau, Marion Bakkum, Robin Leféber en Selwyn Donia.

## Einde
Begin 2002 wordt System FM overgenomen door Community On Line/Publivision BV, een onderneming van zakenman René Castricum die kort daarvoor Radio Nationaal had verkocht. Op 31 mei 2002 maakt Selwyn Donia het laatste programma op System FM en wordt het om 8 uur in de avond stil. De nieuwe eigenaar verandert de naam System FM in 1FM. Dit station start op 1 juni 2002 om 12:00. Het radiostation wordt overgeheveld naar ROB BV die ook een tv-station exploiteert. Op 14 februari 2003 worden om 12:00 de uitzendingen gestaakt en wordt de FM-zender uitgezet. De laatste plaat is Power of goodbye van Madonna.